# Dorival das Neves Ferraz Júnior
Dorival das Neves Ferraz Júnior (Sorocaba, 13 april 1987) is een Braziliaans voetballer.

## Carrière
Doriva begon zijn carrière in 2007 bij Tombense FC. Hierna kwam hij uit voor Figueirense FC, América FC (Minas Gerais) en EC São Bento.